# 1914 en Colombie-Britannique
Chronologie de la Colombie-Britannique
- 1910
- 1911
- 1912
- 1913
- 1914
- 1915
- 1916
- 1917
- 1918

Cette page concerne des événements qui se sont produits durant l'année 1914 dans la province canadienne de Colombie-Britannique.

## Politique

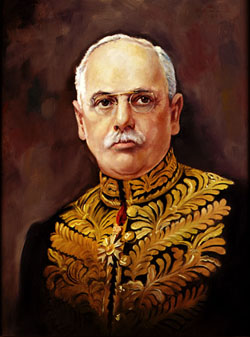
Francis Stillman Barnard

- Premier ministre : Richard McBride.
- Chef de l'Opposition :
- Lieutenant-gouverneur : Thomas William Paterson puis Francis Stillman Barnard
- Législature :

## Événements
- Mise en service à Coquitlam du Coquitlam Dam (en), barrage digue destiné à la production électrique et à l'approvisionnement en eau potable de 290 mètres de long avec une plus grande hauteur de 31 mètres[1].

## Naissances
- 21 juin à Victoria : William Vickrey, mort le 11 octobre 1996 dans l'État de New York, économiste américain et canadien. Professeur à l'université Columbia, sa carrière fut couronnée en 1996 par le prix dit Nobel d'économie. Il mourut trois jours après l'annonce de sa nomination et la remise de médaille se fit à titre posthume.